# María Gabriela Best
María Gabriela Best (1 de dezembro de 1984) é uma remadora argentina e medalhista pan-americana nos Jogos do Rio 2007 e Guadalajara 2011.